# Paul Van Hoeydonck
Paul Van Hoeydonck (8. října 1925 Antverpy – 3. května 2025) byl belgický sochař a malíř.

## Život
Paul Van Hoeydonck se narodil 8. října 1925 v Antverpách. V roce 1941 navštěvoval večerní kurzy kreslení na Akademii v Antverpách. Nějakou dobu pracoval v kreslířském ateliéru Josa Hendrickxe. Později studoval na Institutu dějin umění v Antverpách a následně v Bruselu. Převážně se věnoval sochařství, malbě, kresbě a kolážím.
První samostatnou výstavu měl v Antverpách v roce 1952. V následujících letech žil a pracoval střídavě v Belgii a USA.
Van Hoeydonck se nejvíce proslavil svou sochou Fallen Astronaut z roku 1971, která připomíná osm amerických astronautů a šest sovětských kosmonautů, kteří zahynuli v souvislosti s kosmickým výzkumem. Dva američtí astronauti Apolla 15, David Randolph Scott a James Benson Irwin, ji v roce 1971 umístili na Měsíc.
Dále vytvořil sochu Spaceman, která je vystavena v Královském muzeu výtvarného umění v Antverpách. V roce 2012 obdržel čestný doktorát Univerzity v Liège.
Paul Van Hoeydonck zemřel 3. května 2025 ve Wijnegemu ve věku 99 let.